# Rivière du Nord (Hudson Bay)
Der Rivière du Nord (französisch für „Fluss des Nordens“) ist ein Fluss im Nordwesten der kanadischen Provinz Québec im Parc national Tursujuq.

## Flusslauf
Der Fluss hat seinen Ursprung nordwestlich des Sees Lac Wiyâshâkimî (vormals Lac à l’Eau Claire). Er fließt in westlicher Richtung und mündet in das Nordende der Inlandsbucht Lac Tasiujaq (vormals Lac Guillaume-Delisle), welche mit der Hudson Bay verbunden ist. Sein Einzugsgebiet umfasst 1410 km², sein mittlerer Abfluss beträgt 37 m³/s. Nahe seiner Mündung weist der Fluss Stromschnellen auf.